# Marine Stewardship Council
Marine Stewardship Council, MSC, är en internationell, icke-vinstinriktad organisation som arbetar för att skydda haven och främja hållbart fiske. MSC:s vision är ett levande hav med livskraftiga fiskbestånd idag och i framtiden. För att en produkt ska få lov att bära det blå miljömärket ska dess fiske ha klarat av MSC:s tuffa miljöstandard. Leverantörskedjan ska även vara spårbar. För att behålla sin märkning kontrolleras fisken årligen av oberoende experter, för att försäkra att fisken följer kraven för ett hållbart fiske.  
MSC är ett av världens största och äldsta miljömärkningar. Det grundades 1997 för att lösa de globala problemen med överfiske. År 1999 blev MSC oberoende av dess grundare, Världsnaturfonden och Unilever, och har sedan dess byggt ut sin standard för att skydda allt fler delar av det marina ekosystemet. 
När konsumenter väljer MSC-märkt fisk och skaldjursprodukter gynnas både miljön och hållbara yrkesfisken. Det leder till ett kraftfullt incitament för fler yrkesfiskare att ta ökad miljöhänsyn samtidigt som man fortsätter förse världsbefolkningen med sjömat.

## MSC:s miljöstandard för ett hållbart fiske
Miljöstandarden bygger på tre principer. 
1. Fiskbeståndets tillstånd - Ett certifierat fiske måste spara tillräckligt mycket fisk för att de ska kunna fortsätta föröka sig. På så sätt kan fisket fortlöpa utan att fisket dör ut. Skulle beståndet minska markant, måste fisket pausa sitt arbete och invänta att beståndet återhämtar sig innan fisket kan fortsätta.
2. Fiskets inverkan på den marina miljön - Den marina miljön ska värnas. Det innebär till exempel att bifångster ska minimeras och att sjölivets miljö inte får skadas. Detta gör att ekosystemet kan bibehålla sina funktioner.
3. Fiskets förvaltning - Fisket måste uppfylla alla lagar och ha en tydlig handlingsplan för att miljön och fiskarna ska fortsätta må bra.